# 第二高等学校
第二高等学校，简称二高，是一所于1887年建立的旧制高等学校，位于日本宫城县仙台市。根据日本1886年《中学校令》，日本全国应开办五所服务对应地区的高等中学校，其中第二区应在仙台设立高等中学校，为第二高等学校名称由来。就创立顺序而言，第二高等学校是继东京的第一高等学校、京都的第三高等学校、旧制山口高等学校之后日本第四所建成的旧制高等学校，在仙台的东北帝国大学设立前，第二高等学校学生中升入东京帝国大学者仅次于第一高等学校。
1901年，第二高等学校医学部独立为仙台医学专门学校（后并入东北帝国大学）。1925年，第二高等学校位于片平的旧校舍被转给东北帝国大学，第二高等学校的校址因此转到仙台的北六番丁，后校舍于1945年毁于美军空袭。1950年，因战后学制改革，旧制高等学校一并废校，其中第二高等学校并入新制大学东北大学。